# Kuraki Mai
Kuraki Mai (倉木麻衣 Kuraki Mai, Thương Mộc Mã Di)
(sinh ngày 28 tháng 10 năm 1982) là một ca sĩ, nhạc sĩ, vũ công và người mẫu người Nhật Bản. Tên thật của cô là Aono Mai (青野 真衣). Cha cô là nhà đạo diễn Isomi Yamasaki. Nghệ danh cô thường sử dụng là Mai-K.

## Sự nghiệp âm nhạc
Mai từ nhỏ đã ảnh hưởng bởi giọng hát của Whitney Houston và những điệu nhảy cực đỉnh của "Vua nhạc pop Michael Jackson". Vào năm thứ 2 trung học, Mai gửi bản demo có thu giọng hát của mình đến GIZA Studio và đã được họ mời ký hợp đồng. Mai xuất hiện lần đầu tại Mỹ với bài hát "Baby I like " được xuất bản dưới cái tên Mai-k. Single đầu tiên của Mai hát bằng tiếng Nhật là Single "Love, day after tomorrow" được xuất bản sau đó 1 năm. Nó đã trở thành 1 hit lớn và bán được 1.385.190 bản. Sự thành công của Mai càng tiến triển hơn sau Single "Stay by my side", Single này đã nắm giữ vị trí no.1 và bán được 922.140 bản. Single thứ 3 -"Secret of my heart" của Mai cũng đã giành vị trí no.2 trong bảng xếp hạng Oricon Weekly Ranking và bán được 968.980 bản. Chỉ một vài tuần sau khi cô phát hành Single thứ 4 "Never gonna give you up" đã bán được tới 434.250 bản. Mai Kuraki hiện nay đang giữ kỉ lục khi 23 Single của cô đều nằm trong top ten kể từ Single đầu tiên theo bảng xếp hạng các nghệ sĩ nữ đang giữ kỉ lục của Oricon.
Sự nghiệp của Mai Kuraki có phần nào bị lu mờ đi so với nghệ sĩ cũng thời với cô - Utada Hikaru. Họ đều được xếp vào hàng các nữ nghệ sĩ R&B và hát những bài hát do chính họ sáng tác. Mặc dù Mai-k được nhìn nhận là người có phần vũ đạo tốt hơn và đôi khi là cả giọng hát tốt hơn Utada Hikaru.
Utada xuất hiện sớm hơn Mai, sống từ nhỏ tại Mỹ, có khả năng sáng tác, có thể hát thành thạo 2 thứ tiếng và nhờ được sự nâng đỡ của công ty Toshiba-EMI nên nhiều fan luôn nhìn nhận Mai có vị trí thấp kém hơn Utada, mặc dù khả năng của Mai Kuraki so với Utada Hikaru ngang nhau hoặc có thể là hơn.
Tuy vậy album Delicious Way của Mai vẫn bán được hơn 4 triệu bản và đã trở thành album bán chạy nhất tại Nhật Bản năm 2000 và là album đứng thứ 9 trong Top 10 album bán chạy nhất Nhật Bản qua mọi thời đại, Album này đã khẳng định vị trí của cô so với những ca sĩ khác như Ayumi Hamasaki hay Utada Hikaru.
Album thứ hai của Mai-Perfect Crime đã bán được hơn 2 triệu bản năm 2001.
Những Ekip làm việc chung với cô là những người Phi - Mỹ cũng đã góp mặt trong Clip "Stand Up"
Dự định của Mai muốn hát bằng tiếng Anh đã không thành công khi Single Baby I Like và album Secret of My Heart đều rơi vào yên lặng.
Năm 2002 là 1 năm rất thành công của Mai Kuraki khi tháng 1 năm đó, "Winter Bells"- bài hát chủ đề thứ 10 của bộ phim hoạt hình nổi tiếng Thám tử lừng danh Conan, đã leo lên vị trí dẫn đầu của bảng xếp hạng Oricon charts. FT Shiseido đã chọn "Feel fine!" là bài hát chủ đề của chiến dịch kỉ niệm 100 năm của hãng. Tháng 10 năm 2003, Mai Kuraki xuất bản một bản rock cover lại của Momoe Yamaguchi,là thần tượng của những năm 70, bài hát "Imitation Gold" như là một phần của Tak Matsumoto's HIT PARADE project đã leo lên vị trí dẫn đầu của bảng xếp hạng Oricon mặc dù chỉ bán được ít hơn 50.000 bản trong tuần đầu tiên. Vào những ngày đầu tiên của năm 2004, Mai xuất bản album tổng hợp Wish You The Best. Và nó đã trở thành album bán chạy nhất tháng 1, đứng thứ 7 trong tổng số các album phát hành năm 2004. Tháng 3 năm 2005, cô tốt nghiệp trường đại học Ritsumeikan tại Kyoto.
Phần lớn các Album của Mai đều được người xem đánh là rất hay nhưng ít được nhiều người biết đến. Lý do là hãng GIZA Studio không đầu tư nhiều cho việc quảng cáo cho Single hay Album mới như những hãng khác khiến Mai có thua thiệt hơn nhiều so với các ca sĩ cùng thời với cô. Thậm chí khi cô ra Single mới cũng không thấy xuất hiện ở TV Show nào, GIZA Studio cho quảng cáo trên tạp chí thì cũng chỉ trên vài bài báo của những tên tuổi không nổi tíếng, PV thì lại ra đúng ngày phát hành CD,... Các ca sĩ của GIZA hầu hết đều rất tài năng, nhưng các CDs của họ lúc nào cũng ngoi ngóp trên bảng xếp hạng. Không chỉ Mai-k mà còn rất nhiều ca sĩ khác như GARNET CROW, Aya Kamiki, Shiori Takei, Sayuri Iwata, Sparkling*Point,...giọng rất tốt, hát rất hay, phong cách rất lạ,... nhưng đều bị nhấn chìm bởi phương pháp quảng cáo của GIZA Studio. GIZA Studio là một công ty chuyên nghiệp thực, các nhạc sĩ - DJ – tracker của họ phải nói là rất giỏi, nhưng công ty có phần bỏ qua khâu marketing. Dẫn đến Mai-k và các ca sĩ khác trong công ty đều ít được chú ý mặc dù họ đều tài năng, đều có giọng hát rất tuyệt.
Hiện nay, album "DIAMOND WAVE" của Mai đã ra mắt vào ngày 2 tháng 8 năm 2006. Đây là lần đầu tiên cô sử dụng tựa đề của Single là tựa đề cho album và cũng là lần đầu tiên khi album chỉ có 3 hit chứ không phải là 4 hit như thường lệ.Hiện tại, Mai đang chuẩn bị cho tour diễn vòng quanh Nhật Bản "DIAMOND WAVE TOUR 2006".
Cho đến nay thì Mai Kuraki đã sở hữu 7 album studio, trong đó 5 album đã lên đến vị trí no.1>
23 Singles <3 trong số đó ở vị trí no.1> 1 album tổng hợp 8 DVD
Và cô vẫn tiếp tục giữ vị trí là một trong những nghệ sĩ lớn nhất J-pop.
Đầu năm 2009, sau tua diễn "touch Me!" rất thành công, cô đã phát hành Album cùng tên và "touch Me!" cũng chính là hit mở màn cho chiến dịch kỷ niệm 10 năm hoạt động âm nhạc của cô. Album "touch Me!" đã trở lại với vị trí No.1 của Oricon Chart sau sự xuống hạng của 2 Album trước là "DIAMOND WAVE" và "ONE LIFE" mặc dù 2 Album này được giới chuyên môn đánh giá rất cao về chất lượng.
Ngày 1 tháng 4 năm 2009, Mai Kuraki đã phát hành Single PUZZLE/Revive. Thực tế ngay tên của Single này cũng đã gây ra một sự tranh luận rất sôi nổi trong cộng đồng các fan của Mai, đó là chọn tên Puzzle/Revive hay Revive/Puzzle. Cả hai ca khúc này của cô đều được sử dụng làm nhạc trong Anime nổi tiếng Thám tử lừng danh Conan, một bài cho movie, còn một bài cho TV anime). Và cuối cùng phần thắng áp đảo nghiêng về PUZZLE/Revive.
Trong những thời gian gần đây, Mai-k đã thực hiện và cho ra đời Single mới mang tên "Beautiful",đang chiếm được rất nhiều cảm tình của người nghe qua giọng hát ngọt ngào và khả năng sáng tác của chính cô ca sĩ Nhật Bản này.
Sắp tới đây, Mai Kuraki sẽ phát hành Album tổng hợp có tên là "ALL MY BEST", gồm tất cả những bài hát của Mai-K được các fan cho là hay nhất. Album này sẽ chính thứ lên kệ đĩa vào ngày 9 tháng 9 năm 2009 và hy vọng sẽ gặt hái được nhiều thành công từ Album này. Và không phụ lòng mong mỏi của các fan, album này đã tiếp tục nắm giữ vị trí No.1 như mong đợi.
Kuraki Mai luôn được biết đến vì những bài hát của cô trong Thám tử lừng danh Conan. Tính đến nay, có tới 29 bài hát của cô được sử dụng trong phim (bao gồm cả nhạc mở đầu/kết thúc tập hoặc bài hát chính thức của phim điện ảnh). Điều này giúp cô hiện đang nắm giữ một Kỷ lục Thế giới Guinness về số bài hát cho một series hoạt hình.

## Ban nhạc cộng tác chung với Kuraki Mai
- Oga Yoshinobu – đạo diễn âm nhạc, ghita
- Marvin Lenoar – trống
- Big Boyy T – keyboards
- Mori Tamon – ghita bass

## Tác phẩm

### Đĩa đơn (Single)
| #              | Ngày phát hành    | Tựa đề                                                                              | Định dạng   | CD Number   | Album                              |
| GIZA studio    | GIZA studio       | GIZA studio                                                                         | GIZA studio | GIZA studio | GIZA studio                        |
| -------------- | ----------------- | ----------------------------------------------------------------------------------- | ----------- | ----------- | ---------------------------------- |
| 1              | 8 tháng 12, 1999  | Love, Day After Tomorrow                                                            | CD          | GZCA-1014   | delicious way                      |
| 1              | 8 tháng 3, 2000   | Love, Day After Tomorrow                                                            | 12 inch     | TRJ-002     | delicious way                      |
| 2              | 15 tháng 3, 2000  | Stay by my side                                                                     | CD          | GZCA-1024   | delicious way                      |
| 3              | 26 tháng 4, 2000  | Secret of my heart                                                                  | CD          | GZCA-1030   | delicious way                      |
| 4              | 7 tháng 6, 2000   | NEVER GONNA GIVE YOU UP                                                             | CD          | GZCA-1034   | delicious way                      |
| 4              | 19 tháng 6, 2000  | NEVER GONNA GIVE YOU UP                                                             | 12 inch     | TRJ-003     | delicious way                      |
| 5              | 27 tháng 9, 2000  | Simply Wonderful                                                                    | CD          | GZCA-1045   | Wish You The Best                  |
| 6              | 8 tháng 11, 2000  | Reach for the sky                                                                   | CD          | GZCA-1051   | Perfect Crime                      |
| 6              | 22 tháng 11, 2000 | Reach for the sky                                                                   | 12 inch     | TJR-006     | Perfect Crime                      |
| 7              | 7 tháng 2, 2001   | Tsumetai Umi/Start in My Life                                                       | CD          | GZCA-1063   | Perfect Crime                      |
| 8              | 18 tháng 4, 2001  | Stand Up                                                                            | CD          | GZCA-1069   | Perfect Crime                      |
| 8              | 3 tháng 5, 2001   | Stand Up                                                                            | 12 inch     | GZJI-008    | Perfect Crime                      |
| 9              | 6 tháng 6, 2001   | always                                                                              | CD          | GZCA-1083   | Perfect Crime                      |
| 10             | 29 tháng 8, 2001  | Can't forget your love/ PERFECT CRIME -Single Edit-                                 | CD          | GZCA-2011   | FAIRY TALE                         |
| 11             | 17 tháng 1, 2002  | Winter Bells                                                                        | CD          | GZCA-2026   | FAIRY TALE                         |
| 12             | 24 tháng 4, 2002  | Feel fine!                                                                          | CD          | GZCA-2037   | FAIRY TALE                         |
| 13             | 4 tháng 9, 2002   | Like a star in the night                                                            | CD          | GZCA-2048   | FAIRY TALE                         |
| 14             | 4 tháng 12, 2002  | Make my day                                                                         | CD          | GZCA-7005   | If I Believe                       |
| 15             | 5 tháng 3, 2003   | Time After Time (Hana Mau Machi de)                                                 | CD          | GZCA-7011   | If I Believe                       |
| 16             | 30 tháng 4, 2003  | Kiss                                                                                | CD          | GZCA-7016   | If I Believe                       |
| 17             | 28 tháng 5, 2003  | Kaze no La La La                                                                    | CD          | GZCA-7022   | If I Believe                       |
| 18             | 19 tháng 5, 2004  | Ashita e Kakeru Hashi                                                               | CD          | GZCA-7049   | FUSE OF LOVE                       |
| 19             | 26 tháng 1, 2005  | Love,needing                                                                        | CD          | GZCA-4020   | FUSE OF LOVE                       |
| 20             | 23 tháng 3, 2005  | Dancing                                                                             | CD          | GZCA-4036   | FUSE OF LOVE                       |
| 21             | 1 tháng 6, 2005   | P. S♡MY SUNSHINE                                                                    | CD          | GZCA-7061   | FUSE OF LOVE                       |
| 22             | 9 tháng 11, 2005  | Growing of my heart                                                                 | CD          | GZCA-4054   | DIAMOND WAVE                       |
| 23             | 8 tháng 2, 2006   | Best of Hero                                                                        | CD          | GZCA-7068   | DIAMOND WAVE                       |
| 24             | 21 tháng 6, 2006  | Diamond Wave                                                                        | CD          | GZCA-7075   | DIAMOND WAVE                       |
| 25             | 20 tháng 12, 2006 | Shiroi Yuki                                                                         | CD          | GZCA-7083   | ONE LIFE                           |
| 26             | 14 tháng 2, 2007  | Season of love                                                                      | CD          | GZCA-7087   | ONE LIFE                           |
| NORTHERN MUSIC |                   |                                                                                     |             |             |                                    |
| 27             | 28 tháng 11, 2007 | Silent love〜open my heart〜/ BE WITH U                                             | CD+DVD      | VNCM-6002   | ONE LIFE                           |
| 27             | 28 tháng 11, 2007 | Silent love〜open my heart〜/ BE WITH U                                             | CD          | VNCM-6003   | ONE LIFE                           |
| 28             | 19 tháng 3, 2008  | Yume ga Saku Haru/ You and Music and Dream                                          | CD          | VNCM-6004   | touch Me!                          |
| 28             | 19 tháng 3, 2008  | Yume ga Saku Haru/ You and Music and Dream                                          | CD          | VNCM-6005   | touch Me!                          |
| 29             | 9 tháng 7, 2008   | Ichibyougoto ni Love for you                                                        | CD+DVD      | VNCM-6007   | touch Me!                          |
| 29             | 9 tháng 7, 2008   | Ichibyougoto ni Love for you                                                        | CD          | VNCM-6008   | touch Me!                          |
| 30             | 26 tháng 11, 2008 | 24 Xmas time                                                                        | CD+DVD      | VNCM-6009   | touch Me!                          |
| 30             | 26 tháng 11, 2008 | 24 Xmas time                                                                        | CD          | VNCM-6010   | touch Me!                          |
| 31             | 1 tháng 4, 2009   | PUZZLE/Revive                                                                       | CD          | VNCM-4003   | ALL MY BEST                        |
| 31             | 1 tháng 4, 2009   | PUZZLE/Revive                                                                       | CD          | VNCM-6011   | ALL MY BEST                        |
| 31             | 1 tháng 4, 2009   | Revive/PUZZLE                                                                       | CD          | VNCM-4004   | ALL MY BEST                        |
| 31             | 1 tháng 4, 2009   | Revive/PUZZLE                                                                       | CD          | VNCM-6012   | ALL MY BEST                        |
| 32             | 10 tháng 6, 2009  | Beautiful                                                                           | CD+DVD      | VNCM-6013   | ALL MY BEST                        |
| 32             | 10 tháng 6, 2009  | Beautiful                                                                           | CD          | VNCM-6014   | ALL MY BEST                        |
| 33             | 3 tháng 3, 2010   | Eien Yori Nagaku/Drive me crazy                                                     | CD+DVD      | VNCM-6015   | FUTURE KISS                        |
| 33             | 3 tháng 3, 2010   | Eien Yori Nagaku/Drive me crazy                                                     | CD          | VNCM-6016   | FUTURE KISS                        |
| 33             | 3 tháng 3, 2010   | Eien Yori Nagaku/Drive me crazy                                                     | CD          | VNCF-6016   | FUTURE KISS                        |
| 34             | 31 tháng 8, 2010  | SUMMER TIME GONE                                                                    | CD+DVD      | VNCM-6017   | FUTURE KISS                        |
| 34             | 31 tháng 8, 2010  | SUMMER TIME GONE                                                                    | CD          | VNCM-6018   | FUTURE KISS                        |
| 34             | 31 tháng 8, 2010  | SUMMER TIME GONE                                                                    | CD          | VNCF-6018   | FUTURE KISS                        |
| 35             | 9 tháng 3, 2011   | 1000 Mankai no Kiss                                                                 | CD+写真集   | VNCM-6019   | OVER THE RAINBOW                   |
| 35             | 9 tháng 3, 2011   | 1000 Mankai no Kiss                                                                 | CD          | VNCM-6020   | OVER THE RAINBOW                   |
| 35             | 9 tháng 3, 2011   | 1000 Mankai no Kiss                                                                 | CD          | VNCF-6020   | OVER THE RAINBOW                   |
| 36             | 25 tháng 5, 2011  | Mou Ichido                                                                          | CD          | VNCM-6021   | OVER THE RAINBOW                   |
| 36             | 25 tháng 5, 2011  | Mou Ichido                                                                          | CD          | VNCM-6022   | OVER THE RAINBOW                   |
| 36             | 25 tháng 5, 2011  | Mou Ichido                                                                          | CD          | VNCF-6022   | OVER THE RAINBOW                   |
| 37             | 19 tháng 10, 2011 | Your Best Friend                                                                    | CD+DVD      | VNCM-6023   | OVER THE RAINBOW                   |
| 37             | 19 tháng 10, 2011 | Your Best Friend                                                                    | CD          | VNCM-6024   | OVER THE RAINBOW                   |
| 37             | 19 tháng 10, 2011 | Your Best Friend                                                                    | CD          | VNCF-6024   | OVER THE RAINBOW                   |
| 38             | 15 tháng 8, 2012  | Koi ni Koishite/ Special morning day to you                                         | CD+DVD      | VNCM-6027   | MAI KURAKI BEST 151A -LOVE & HOPE- |
| 38             | 15 tháng 8, 2012  | Koi ni Koishite/ Special morning day to you                                         | CD          | VNCM-6028   | MAI KURAKI BEST 151A -LOVE & HOPE- |
| 38             | 15 tháng 8, 2012  | Koi ni Koishite/ Special morning day to you                                         | CD          | VNCF-6028   | MAI KURAKI BEST 151A -LOVE & HOPE- |
| 39             | 6 tháng 2, 2013   | TRY AGAIN                                                                           | CD+DVD      | VNCM-6029   | MAI KURAKI BEST 151A -LOVE & HOPE- |
| 39             | 6 tháng 2, 2013   | TRY AGAIN                                                                           | CD+DVD      | VNCM-6030   | MAI KURAKI BEST 151A -LOVE & HOPE- |
| 39             | 6 tháng 2, 2013   | TRY AGAIN                                                                           | CD          | VNCM-6031   | MAI KURAKI BEST 151A -LOVE & HOPE- |
| 39             | 6 tháng 2, 2013   | TRY AGAIN                                                                           | CD          | VNCF-6031   | MAI KURAKI BEST 151A -LOVE & HOPE- |
| 40             | 27 tháng 8, 2014  | Muteki Na Heart/ STAND BY YOU                                                       | CD+DVD      | VNCM-6036   | MAI KURAKI BEST 151A -LOVE & HOPE- |
| 40             | 27 tháng 8, 2014  | Muteki Na Heart/ STAND BY YOU                                                       | CD          | VNCM-6038   | MAI KURAKI BEST 151A -LOVE & HOPE- |
| 40             | 27 tháng 8, 2014  | Muteki Na Heart/ STAND BY YOU                                                       | CD          | VNCF-6038   | MAI KURAKI BEST 151A -LOVE & HOPE- |
| 40             | 27 tháng 8, 2014  | STAND BY YOU/ Muteki Na Heart                                                       | CD+DVD      | VNCM-6037   | MAI KURAKI BEST 151A -LOVE & HOPE- |
| 41             | 12 tháng 4, 2017  | Togetsukyo (Kimi Omou)                                                              | CD+DVD      | VNCM-6039   | Kimi Omou: Shunkashūtō             |
| 41             | 12 tháng 4, 2017  | Togetsukyo (Kimi Omou)                                                              | CD          | VNCM-6040   | Kimi Omou: Shunkashūtō             |
| 41             | 12 tháng 4, 2017  | Togetsukyo (Kimi Omou)                                                              | CD          | VNCM-6041   | Kimi Omou: Shunkashūtō             |
| 41             | 12 tháng 4, 2017  | Togetsukyo (Kimi Omou)                                                              | CD          | VNCF-6040   | Kimi Omou: Shunkashūtō             |
| 41             | 13 tháng 9, 2017  | Togetsukyo (Kimi Omou)                                                              | CD          | VNCM-6042   | Kimi Omou: Shunkashūtō             |
| 42             | 20 tháng 3, 2019  | Kimi to Koi no Mama de Owarenai Itsumo Yume no Mama ja Irarenai/ Barairo no Jinsei  | CD+DVD      |             |                                    |
| 42             | 20 tháng 3, 2019  | Kimi to Koi no Mama de Owarenai Itsumo Yume no Mama ja Irarenai/ Barairo no Jinsei  | CD+DVD      | VNCM-6043   | Let's Goal!: Barairo no Jinsei     |
| 42             | 20 tháng 3, 2019  | Kimi to Koi no Mama de Owarenai Itsumo Yume no Mama ja Irarenai/ Barairo no Jinsei  | CD+DVD      | VNCM-6045   | Let's Goal!: Barairo no Jinsei     |
| 42             | 20 tháng 3, 2019  | Kimi to Koi no Mama de Owarenai Itsumo Yume no Mama ja Irarenai/ Barairo no Jinsei  | CD          | VNCM-6046   | Let's Goal!: Barairo no Jinsei     |
| 42             | 20 tháng 3, 2019  | Kimi to Koi no Mama de Owarenai Itsumo Yume no Mama ja Irarenai/ Barairo no Jinsei  | CD          | VNCF-6046   | Let's Goal!: Barairo no Jinsei     |
| 42             | 20 tháng 3, 2019  | Barairo no Jinsei / Kimi to Koi no Mama de Owarenai Itsumo Yume no Mama ja Irarenai | CD+DVD      | VNCM-6044   | Let's Goal!: Barairo no Jinsei     |

### Compilation Albums
| Album # | Album information                                                                           | Chart Positions | Chart Positions | Debut Week Sales (Oricon) | Sold Copies (Oricon) |
| Album # | Album information                                                                           | JPN             | INT             | Debut Week Sales (Oricon) | Sold Copies (Oricon) |
| ------- | ------------------------------------------------------------------------------------------- | --------------- | --------------- | ------------------------- | -------------------- |
| 1st     | "Wish You The Best" - Released: ngày 1 tháng 1 năm 2004 - RIAJ\|RIAJ Certification: Million | 1               | 1               | 450,127                   | 956,162              |
| 2st     | "ALL MY BEST" - Released: ngày 9 tháng 9 năm 2009 - RIAJ\|RIAJ Certification: Million       | 1               | -               | 137,059                   | 257,127              |

### Ca khúc
| 1999             | "Love, Day After Tomorrow"                           | 2  | 2  | 4   | 29,510  | 1.385.190 | —  | —  | — | delicious way |  |  |  |
| 2000             | "Stay by my side"                                    | 1  | 1  | 17  | 331,360 | 922,140   | —  | —  | — | delicious way |  |  |  |
| 2000             | "Secret of My Heart"                                 | —  | 2  | 16  | 410,550 | 968,980   | —  | —  | — | delicious way |  |  |  |
| 2000             | "Never Gonna Give You Up"                            | —  | 2  | 58  | 284,780 | 434,250   | —  | —  | — | delicious way |  |  |  |
| 2000             | "Simply Wonderful"                                   | —  | 2  | 70  | 264,950 | 384,820   | —  | —  | — |               |  |  |  |
| 2000             | "Reach for the Sky"                                  | —  | 3  | 91  | 218,720 | 468,320   | —  | —  | — | Perfect Crime |  |  |  |
| 2001             | "Tsumetai Umi/Start in My Life"                      | —  | 2  | 52  | 200,480 | 356,310   | —  | —  | — | Perfect Crime |  |  |  |
| 2001             | "Stand Up "                                          | 1  | 2  | 32  | 203,160 | 475,910   | —  | —  | — | Perfect Crime |  |  |  |
| 2001             | "Always "                                            | —  | 2  | 89  | 134,370 | 219,940   | —  | —  | — | Perfect Crime |  |  |  |
| 2001             | "Can't Forget Your Love/Perfect Crime -Single Edit-" | —  | 2  | —   | 103,990 | 180,040   | —  | —  | — | FAIRY TALE    |  |  |  |
| 2002             | "Winter Bells"                                       | 1  | 1  | 41  | 111,480 | 258,310   | —  | —  | — | FAIRY TALE    |  |  |  |
| 2002             | "Feel Fine!"                                         | 1  | 2  | 16  | 240,130 | 451,500   | —  | —  | — | FAIRY TALE    |  |  |  |
| 2002             | "Like A Star In The Night"                           | 1  | 2  | —   | 76,470  | 119,550   | —  | —  | — | FAIRY TALE    |  |  |  |
| 2002             | "Make My Day"                                        | 1  | 2  | 94  | 60,008  | 107,899   | —  | —  | — | If I Believe  |  |  |  |
| 2003             | "Time After Time ~Hana Mau Nachi De~"                | 2  | 3  | 67  | 67,097  | 144,461   | —  | —  | — | If I Believe  |  |  |  |
| 2003             | "Kiss"                                               | 1  | 3  | 92  | 71,338  | 112,092   | —  | —  | — | If I Believe  |  |  |  |
| 2003             | "Kaze no Lalala"                                     | —  | 3  | —   | 60,052  | 96,198    | —  | —  | — | If I Believe  |  |  |  |
| 2004             | "Ashita e Kakeru Hashi"                              | 2  | 3  | —   | 51,215  | 90,588    | —  | —  | — | FUSE OF LOVE  |  |  |  |
| 2005             | "Love, Needing"                                      | 3  | 5  | 145 | 45,957  | 69,067    | —  | —  | — | FUSE OF LOVE  |  |  |  |
| 2005             | "Dancing"                                            | 3  | 5  | 177 | 34,684  | 56,682    | —  | —  | — | FUSE OF LOVE  |  |  |  |
| 2005             | "P.S My Sunshine"                                    | 3  | 8  | 235 | 29,372  | 41,936    | —  | —  | — | FUSE OF LOVE  |  |  |  |
| 2005             | "Growing of My Heart"                                | 4  | 7  | 204 | 37,564  | 62,299    | —  | —  | — | DIAMOND WAVE  |  |  |  |
| 2006             | "Best of Hero"                                       | 4  | 5  | 153 | 31,584  | 57,741    | —  | —  | — | DIAMOND WAVE  |  |  |  |
| 2006             | "Diamond Wave "                                      | 5  | 7  | —   | 21,160  | 30,977    | —  | —  | — | DIAMOND WAVE  |  |  |  |
| 2006             | "Shiroi Yuki"                                        | 2  | 4  | —   | 23,937  | 43,721    | —  | —  | — | ONE LIFE      |  |  |  |
| 2007             | "Season of Love "                                    | 5  | 6  | —   | 20,340  | 30,597    | —  | —  | — | ONE LIFE      |  |  |  |
| 2007             | "Silent love ~open my heart~/Be With U"              | 5  | 9  | —   | 21,969  | 30,625    | —  | —  | — | ONE LIFE      |  |  |  |
| 2008             | "Yume ga Saku Haru/You and Music and Dream"          | 2  | 5  | 256 | 20,398  | 28,881    | 12 | —  | 7 | touch Me!     |  |  |  |
| 2008             | "Ichibyougoto ni Love for you"                       | 4  | 7  | 248 | 21,061  | 29,640    | 18 | —  | 8 | touch Me!     |  |  |  |
| 2008             | "24 Xmas Time"                                       | 5  | 7  | 305 | 21,002  | 26,586    | 7  | 17 | 6 | touch Me!     |  |  |  |
| 2009             | "PUZZLE/Revive"                                      | 1  | 3  | 134 | 29,445  | 48,328    | 6  | 16 | 5 | ALL MY BEST   |  |  |  |
| 2009             | "Beautiful"                                          | 1  | 2  | 178 | 29,446  | 36,434    | 5  | -  | 1 | ALL MY BEST   |  |  |  |
| 2010             | "Eien Yori Nagaku / Drive me crazy"                  | 3  | 4  | -   | 23,240  | 30,024    | -  | -  | - |               |  |  |  |
| 2010             | "SUMMER TIME GONE"                                   | -  | -  | -   | -       | -         | -  | -  | - |               |  |  |  |
| Number-one songs | Number-one songs                                     | 9  | 2  | —   |         |           |    |    |   |               |  |  |  |
| Top-Ten songs    | Top-Ten songs                                        | 33 | 33 | 1   |         |           |    |    |   |               |  |  |  |
| Top-Twenty songs | Top-Twenty songs                                     | 33 | 33 | 4   |         |           |    |    |   |               |  |  |  |

### Videos
- FIRST CUT (ngày 8 tháng 11 2000 DVD/VHS)
- Mai Kuraki & Experience First Live 2001 in Zepp Osaka (VHS ngày 19 tháng 9 năm 2001)
- Mai Kuraki & Experience First Live Tour 2001 ETERNAL MOMENT (DVD/VHS ngày 21 tháng 11 năm 2001)
- Mai Kuraki "Loving You..." Tour 2002 Final 2.27 in YOKOHAMA ARENA (VHS ngày 3 tháng 4 năm 2002)
- Mai Kuraki "Loving You..." Tour 2002 Complete Edition (DVD ngày 15 tháng 5năm2002)
- My Reflection (DVD ngày 17 tháng 1 năm 2004)
- Mai Kuraki 5th Anniversary Edition Grow, Step by Step (DVD ngày 5 tháng 1 2005)
- Mai Kuraki Live Tour 2005　LIKE A FUSE OF LIVE and Tour Documentary of "chance for you" (DVD ngày 22 tháng 2 năm2006)
- Brilliant Cut ～Mai Kuraki Live & Document～ (DVD ngày 22 tháng 8 năm 2007)
- Mai Kuraki Live Tour 2008 "touch Me!" (DVD ngày 6 tháng 5 năm 2009)
- 10TH ANNIVERSARY MAI KURAKI LIVE TOUR "BEST" (DVD ngày 23 tháng 12 năm 2009)

## Sales

### Sales By Year
| Năm   | Sales       |
| ----- | ----------- |
| 1999  | 1.385.190   |
| 2000  | 6.708.510   |
| 2001  | 2.552.170   |
| 2002  | 1.667.839   |
| 2003  | 796,440     |
| 2004  | 1.046.750   |
| 2005  | 401,606     |
| 2006  | 264,915     |
| 2007  | 61,222      |
| 2008  | 174,124     |
| 2009  | 119,747^    |
| Total | 15.178.513^ |